# Drainage met putten
Drainage met putten is ondergrondse drainage van landbouwgronden met behulp van diepe putten (verticale drainage) waaruit het water wordt opgepompt met het doel de grondwaterspiegel te beheersen, bodemverzouting te voorkomen en de gronden te verbeteren. Deze vorm van drainage wordt ook verticale drainage genoemd ter onderscheid van horizontale drainage dat geschiedt door middel van greppels, sloten en buisdrains.
Puttendrainage biedt de mogelijkheid het opgepompte water voor irrigatie te (her)gebruiken. Dat kan alleen als de kwaliteit van het grondwater goed genoeg is en het zoutgehalte niet te hoog.

## Ontwerp
Hoewel een put voldoende kan zijn om te hoge grondwaterstanden en bodemzoutproblemen in enkele hectaren grond te verbeteren zijn meestal meerdere putten vereist omdat de problemen wijd verspreid kunnen zijn. 

De putten kunnen worden aangelegd in een driehoeks-, vierkants-, of rechthoekspatroon 

Het ontwerp van een puttenveld betreft onder meer de diepte, capaciteit, normafvoer en onderlinge afstand van de putten.
1. De normafvoer wordt gevonden door toepassing van een waterbalans.[2]
2. De putdiepte wordt vastgesteld aan de hand van de eigenschappen van de aquifer en de doorlatendheid van de grond. Het filter van de putbuis dient zich in de goed doorlatende lagen te bevinden.
3. De afstand kan worden berekend aan de hand van de normafvoer, eigenschappen van de aquifer, putdiepte en de optimale diepte van het grondwater.

## Grondwaterstroming naar putten

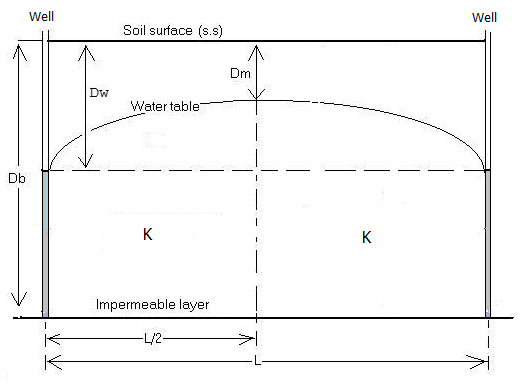
Geometrie van een verticaal drainagesysteem met putten die een uniforme, isotrope aquifer geheel doorboren

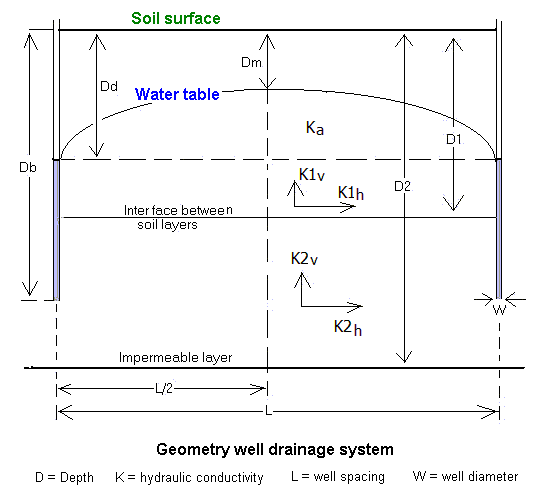
Geometrie van een verticaal drainagesysteem met putten die ten dele een gelaagde en anisotrope aquifer doorboren

De basisvergelijking voor de (stationaire) grondwaterstroming naar een verticaal drainagesysteem met putten die een uniforme, isotrope aquifer geheel doorboren is :
- Q = 2π K (Db - Dm) (Dw - Dm) / ln (Ri/Rw)

waar Q = de veilige putafvoer - dat wil zeggen de stationaire afvoer van water waarbij geen uitputting van het grondwater optreedt - (m3/dag), K = de uniforme doorlatendheid van de aquifer (m/dag), D = diepte beneden het maaiveld, Db = de diepte van de onderkant van de put, gelijk aan de diepte van de ondoorlatende laag waarop de aquifer rust (m), Dm = de diepte van de waterspiegel midden tussen de putten (m), Dw = de diepte van het waterniveau in de put (m), Ri = de straal van het invloedsgebied van de put (m), Rw = de straal van de put zelf (m), ln = de natuurlijke logaritme en π = het getal pi.
De straal (Ri) van de invloedssfeer van de putten hangt af van het patroon waarin de putten zijn geordend:
- Ri = sqrt (At/πN)

waar At = het totale landoppervlak dat door de putten wordt bediend (m2), N = is het aantal putten in het puttenveld en sqrt = vierkantswortel.
De veilige putafvoer (Q) kan ook worden gevonden als:
- Q = q At / N Fw

waar q is de veilige afvoer of draineerbaar surplus van de aquifer (m/day) en Fw is de werkingsintensiteit van de putten (uren/24 per dag).
De basisvergelijking kan derhalve ook worden geschreven als:
- Dw - Dm = q At ln (Ri/Rw) / 2π K (Db - Dm) N Fw

## Putafstand
Met een vergelijking voor putafstanden kan men verscheidene alternatieve ontwerpen doorrekenen om de voordeligste oplossing te vinden voor de beheersing van de waterspiegel in landbouwgrond.
De gegeven basisvergelijking kan niet gebruikt worden voor een puttenveld die slechts ten dele doordringt in de aquifer, en voor aquifers die gelaagd en/of anisotroop zijn. Hiervoor heeft men een numerieke oplossing nodig van meer gecompliceerde differentiaalvergelijkingen. Een illustratie van de parameters die een rol spelen bij de berekeningen is te zien in de figuren.
De kosten van de voordeligste oplossing van de verticale drainage kunnen worden vergeleken met die van een horizontaal drainagesysteem voor hetzelfde doel - waarvan de drainafstand kan worden berekend met de formule van Hooghoudt - om te bepalen welk systeem de voorkeur verdient.
Het ontwerp van de putten zelf is beschreven in Drainage Principles and Applications (1994).

## Software

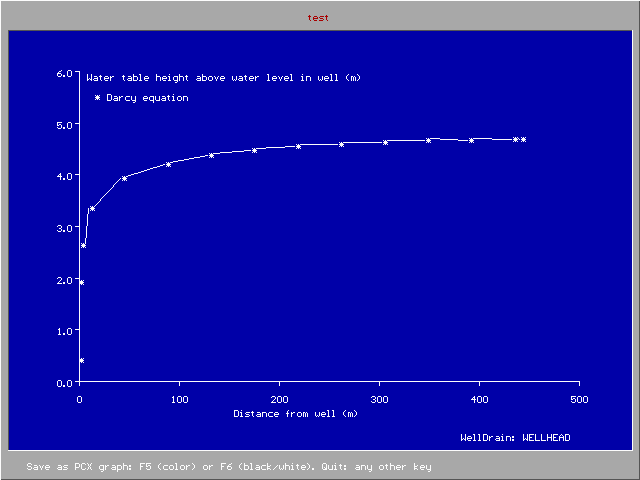
Voorbeeld van resultaten van het WellDrain programma waarbij de putafstand 920m is

Het numerieke computersimulatieprogramma WellDrain voor het berekenen van putafstanden is geschikt voor putten die geheel of ten dele in de aquifer doordringen, uniforme of gelaagde aquifers en voor aquiferlagen die verschillende verticale en horizontale doorlatendheden bezitten. Bovendien kan het rekening houden met intreeweerstand van het grondwater in de buisput.

## Modelleren
Met een grondwatermodel dat de mogelijkheid biedt om putten te introduceren is het mogelijk om de invloed van een verticaal drainagesysteem op de hydrologie van het projectgebied te berekenen. Er bestaan ook modellen die de invloed op de kwaliteit van het grondwater evalueren.
SahysMod geeft een voorbeeld van een polygonaal grondwatermodel dat de mogelijkheid biedt de effecten van het gebruik van het putwater voor irrigatie, alsmede de effecten op op de diepte van het grondwater en op de
bodemverzouting te schatten.